# Éric Leichtnam
Pour les articles homonymes, voir Leichtnam.
Eric Leichtnam est un mathématicien français né en 1960, directeur de recherches au CNRS à l'Institut de Mathématiques de Jussieu à Paris. Ses champs d'intérêt sont la géométrie non commutative, la théorie ergodique, le problème de Dirichlet, les résidus non-commutatifs.

## Formation
Ancien élève de l'ENS Ulm, il obtient son doctorat en 1987 à Paris 11 avec une thèse intitulée Contributions à l'étude des singularités des solutions des équations aux dérivées partielles non linéaires, sous la direction de Jean-Michel Bony.

## Sélection de publications
- Mikhail Katz (en) et Eric Leichtnam, « Commuting and noncommuting infinitesimals », American Mathematical Monthly, vol. 120, no 7,‎ 2013, p. 631–641 (DOI 10.4169/amer.math.monthly.120.07.631, arXiv 1304.0583)
- Gérard, Patrick; Leichtnam, Éric: Ergodic properties of eigenfunctions for the Dirichlet problem. Duke Math. J. 71 (1993), no. 2, 559–607.
- Fedosov, Boris V.; Golse, François; Leichtnam, Eric; Schrohe, Elmar: The noncommutative residue for ----- (1996), no. 1, 1–31.
- Leichtnam, E.; Piazza, P.: Spectral sections and higher Atiyah–Patodi–Singer index theory on Galois coverings. Geometric and Functional Analysis 8 (1998), no. 1, 17–58.
- Eric Leichtnam, « Geometry, spectral theory, groups, and dynamics », Contemp. Math., Providence, RI, Amer. Math. Soc., vol. 387,‎ 2005, p. 201–236 (MR 2180209).
- A family index theorem for foliated manifolds with boundary
- Contributions à l'étude des singularités des solutions des équations aux dérivées partielles non linéaires
- Exercices corrigés de mathématiques (options M', P') posés à l'oral des concours de Polytechnique et des Ecoles Normales Supérieures
- Le problème de Cauchy ramifié linéaire pour des données à singularités algébriques
- The b-pseudodifferential calculus on Galois coverings and a higher Atiyah-Patodi-Singer index theorem
- Un théorème d'indice pour les variétés feuilletés à bord
- Wave front of a submanifold : propagation of singularities for non linear partial differential equations.